# El Nido (Tabasco)
El Nido es una localidad del municipio de Balancán ubicado en la subregión de los Ríos del estado mexicano de Tabasco.

## Geografía
La localidad se ubica a 5.8 kilómetros (en dirección norte) de la localidad de Balancán de Domínguez, la cabecera y lugar más poblado del municipio. Se sitúa en las coordenadas geográficas 17°45′12″N 91°32′01″O / 17.753333, -91.533611, a una elevación de 10 metros sobre el nivel del mar.

## Demografía
Según el Conteo de Población y Vivienda 2020, efectuado por el Instituto Nacional de Estadística y Geografía, la localidad de El Nido tiene 13 habitantes, de los cuales 5 son del sexo masculino y 8 del sexo femenino. Su tasa de fecundidad es de 1.4 hijos por mujer y tiene 3 viviendas particulares habitadas.
| Gráfica de evolución demográfica de El Nido entre 1940 y 2020 |
|                                                               |
| INEGI.                                                        |